# Ferdinand Schörner
Ferdinand Schörner (Monaco di Baviera, 12 giugno 1892 – Monaco di Baviera, 2 luglio 1973) è stato un generale (feldmaresciallo) tedesco che prestò servizio nella prima e nella seconda guerra mondiale.
Nominato Feldmaresciallo nell'aprile del 1945, poco prima della capitolazione del Terzo Reich, fu designato nel testamento di Hitler quale ultimo Comandante in capo dell'Esercito tedesco.

## Biografia

### Prima guerra mondiale

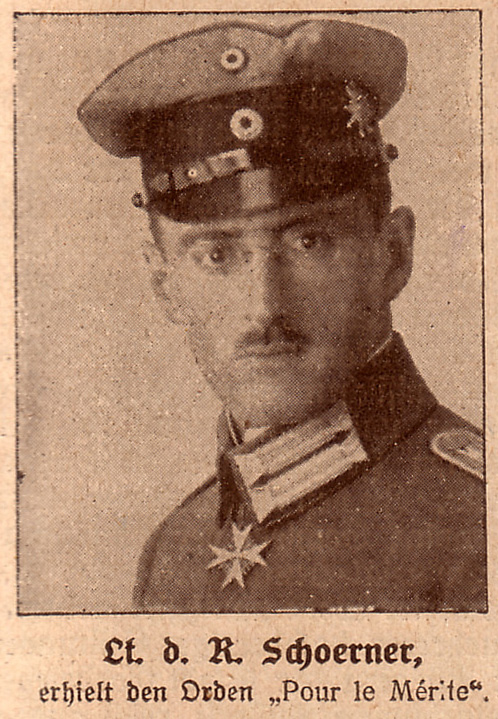
L'allora tenente Schörner nel 1918

Ferdinand Schörner partecipò alla prima guerra mondiale, combattendo sul fronte occidentale e su quello italiano. In particolare, prese parte, come tenente nel III battaglione del reggimento bavarese da montagna della Guardia, all'offensiva austro-tedesca a Caporetto del 1917 dove guidò brillantemente il reparto che diede l'assalto con successo al monte Podklabuc, uno dei capisaldi principali delle linee difensive delle forze italiane. Per il valore dimostrato in questa battaglia, fu insignito dell'ordine Pour le Mérite, il massimo riconoscimento al valore dell'esercito tedesco.
Al termine della guerra, Schörner entrò a fare parte della Reichswehr, il nuovo esercito della Repubblica di Weimar.

### Seconda guerra mondiale

#### I primi anni
Sin dall'inizio della seconda guerra mondiale, Schörner si mise in evidenza al comando del 98. Gebirgs-Jäger-Regiment durante l'invasione tedesca della Polonia.
Promosso al grado di Generalmajor, nel giugno del 1940 ottenne il comando della nuova 6. Gebirgs-Division. Alla testa di quest'unità prese parte all'operazione Marita, partecipando agli scontri sulla linea Metaxas.
All'inizio del 1942 fu promosso al grado di General der Gebirgstruppe, assumendo così il comando del XIX Corpo d'armata di montagna, operativo in Finlandia.
Nel novembre del 1943 gli fu assegnato il comando del XL Corpo d'armata corazzato, che difendeva una delle due teste di ponte tedesche oltre il Dnepr nel settore meridionale del fronte orientale. Le posizioni tedesche furono attaccate dall'VIII Armata guardie di Vasily Chuikov il 30 gennaio 1944: il XL Corpo d'armata corazzato subì una pesante sconfitta, costringendo Schörner a ordinare una ritirata complessiva delle truppe sotto il suo comando.

#### Il rapporto con il nazionalsocialismo
Le continue sconfitte subite dalla Wehrmacht sul fronte orientale avevano piegato fortemente il morale delle truppe e degli ufficiali, rendendoli sempre più critici della condotta di guerra da parte del regime nazista. Per legare in modo ancora più profondo l'esercito al partito nazista, Hitler decise la formazione di uno Stato Maggiore del NSDAP all'interno del Comando Supremo della Wehrmacht (OKW) e del Comando Supremo dell’Esercito (OKH); il compito di questi organismi sarebbe stato quello di partecipare all'addestramento delle truppe e alla selezione degli ufficiali secondo la fedeltà al nazionalsocialismo.
Il 15 marzo 1944 Schörner fu posto a capo dello Stato Maggiore nazionalsocialista all'interno del Comando Supremo dell'Esercito (OKH). Egli era uno degli ufficiali più vicini alle posizioni del partito nazionalsocialista e per questo la sua nomina fu naturale. Grazie a questo nuovo incarico, oltretutto, Schörner ottenne un canale di comunicazione diretto con Hitler, al quale avrebbe dovuto rispondere direttamente.
Nel suo primo ordine nel nuovo incarico, Schörner affermò che guerre di queste dimensioni non vengono decise da considerazioni numeriche o materiali e che l'educazione politica dei fanatici soldati nazionalsocialisti sarebbe stato il suo principale compito.

#### Verso la fine

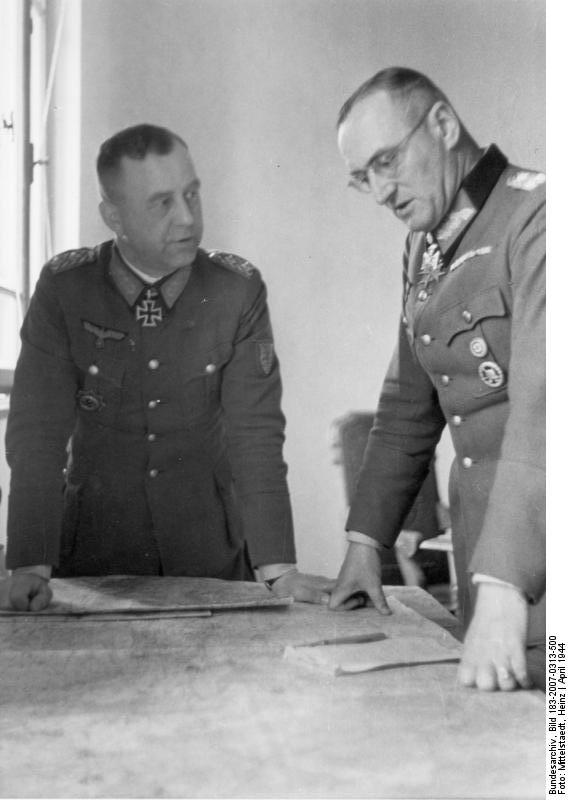
Il generale Schörner (a destra) in riunione col generale Otto Wöhler nel 1944

Nei due ultimi anni di guerra, Schörner, grazie anche alla considerazione di cui godeva presso i vertici del regime nazista, ottenne diversi incarichi di comando di rilevanti unità tedesche impegnate sul fronte orientale. Il 2 marzo 1944 gli fu assegnato il comando della XVII Armata, ottenendo poi anche la promozione al grado di Generaloberst. Dopo pochi giorni, fu addirittura posto al comando del Gruppo d'armate A, successivamente rinominato Gruppo d'armate Sud Ucraina, che difendeva il fianco meridionale del dispositivo di difesa tedesco. L'offensiva sovietica dell'inizio del 1944, inflisse un duro colpo a questo gruppo d'armate, costringendo le unità sotto il comando di Schörner a ritirarsi in territorio rumeno e a evacuare la penisola di Crimea.
Quando il fronte meridionale si venne a stabilizzare, Schörner fu insignito del comando del Gruppo d'armate Nord, che difendeva le posizioni tedesche negli stati baltici. Tuttavia la pressione dei sovietici però era diventata ormai troppo pesante anche in questo settore, portando rapidamente allo sfondamento in più punti delle linee difensive. Anche quando Schörner ottenne l'autorizzazione da Hitler a ripiegare, la situazione non migliorò per il Gruppo d'armate Nord, ormai sopraffatto e circondato nella penisola della Curlandia.
Il 26 gennaio 1945, Schörner venne richiamato dalla sacca in Curlandia per assumere il comando del Gruppo d'armate A, poi rinominato Gruppo d'armate Centro. Alla guida di quest'unità, Schörner affrontò le fasi finali della seconda guerra mondiale. Il 5 aprile 1945 Schörner ottenne la nomina a Generalfeldmarschall.
Durante l'assalto finale dei sovietici verso Berlino, l'ala sinistra del Gruppo d'armate Centro fu sopraffatta dall'avanzata del I Fronte Ucraino; per riorganizzarsi ed evitare di essere accerchiato, Schörner ordinò un ripiegamento verso sud. Dopo il suicidio di Hitler, per disposizione testamentaria dello stesso Führer, Schörner fu nominato nuovo Comandante in capo dell'Esercito tedesco; tuttavia non riuscì mai a esercitare questo ruolo e a raggiungere il nuovo governo di Dönitz nel nord del Reich, poiché il suo gruppo d'armate venne circondato attorno a Praga.
Il 5 maggio 1945 iniziarono gli scontri finali tra le forze sovietiche e quelle tedesche a difesa di Praga. Il 7 maggio Alfred Jodl, Capo di stato maggiore del Comando supremo tedesco (OKW), accettò le condizioni alleate per una resa incondizionata della Wehrmacht su tutti i fronti. Sorse a questo punto la necessità di informare della resa le truppe che ancora si stavano battendo a Praga, e di ordinare loro il cessate il fuoco. L'OKW aveva perso i contatti con Schörner il 2 maggio, perciò l'8 maggio un colonnello dello Stato Maggiore tedesco fu inviato attraverso le linee americane per entrare in contatto con il Feldmaresciallo.
Informato delle novità e ricevuto l'ordine di arrendersi ai sovietici, Schörner disse che lui avrebbe trasmesso l'ordine alle sue truppe, ma che non avrebbe garantito di poterlo far rispettare. A suo dire infatti la maggior parte dei soldati tedeschi preferiva perire sul campo piuttosto che arrendersi ai sovietici. Le reali intenzioni del Feldmaresciallo erano invece quelle di aprirsi con le armi un varco verso occidente, per potersi così consegnare agli americani. Ovviamente il comando tedesco non poteva in alcun modo avallare una simile iniziativa; per questo motivo nello stesso giorno Schörner abbandonò il suo comando e prese il volo verso l'Austria, dove però venne arrestato dagli americani.

### Dopo la guerra
Dopo la cattura da parte degli americani, Schörner fu consegnato ai sovietici nel 1951. Nel febbraio del 1952, fu condannato a 25 anni di reclusione, successivamente ridotti a 12. Dopo aver ottenuto l'autorizzazione a rientrare prima nella Germania Orientale (nel 1954) e successivamente in quella Occidentale, Schörner fu nuovamente sottoposto a processo da parte delle autorità federali e condannato a quattro anni e mezzo di prigione. Scontata la pena, tornò a vivere a Monaco di Baviera, dove morì il 2 luglio 1973.